# Красний Яр (притока Лопані)
Красний Яр — балка (річка) в Україні у Дергачівському районі Харківської області. Права притока річки Лопані (басейн Дону).

## Опис
Довжина балки приблизно 5,20 км, найкоротша відстань між витоком і гирлом — 4,00  км, коефіцієнт звивистості річки — 1,30 . Формується декількома балками та загатами.

## Розташування
Бере початок на північно-західній околиці селища Ветеринарне. Тече переважно на південний схід через село Шевченка і впадає у річку Лопань, ліву притоку річки Уди.

## Цікаві факти
- У XX столітті на балці існували водокачка та декілька газових свердловин[2].